# Faeschisches Kabinett
Das Museum Faesch (auch Faesch’sches Kabinett) bezeichnet die Sammlung des Juristen und Kunstkenners Remigius Faesch (1595–1667) in Basel. Typologisch als eine Kunst- und Wunderkammer zu bezeichnen, umfasste das Museum Faesch Gemälde, Druckgrafik, Bücher, Antiken, Kunsthandwerk, Münzen, Naturalien und so genannte Exotica.

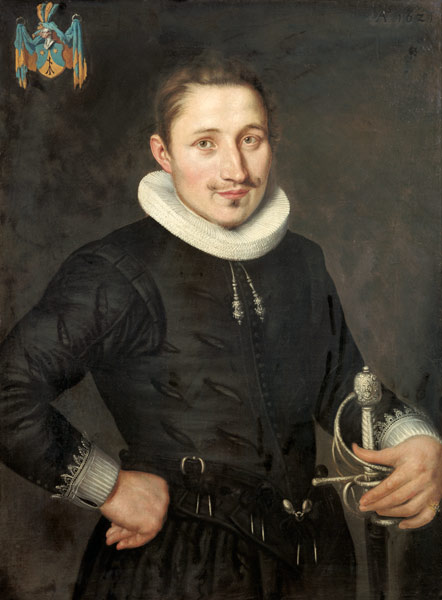
Porträt von Remigius Faesch

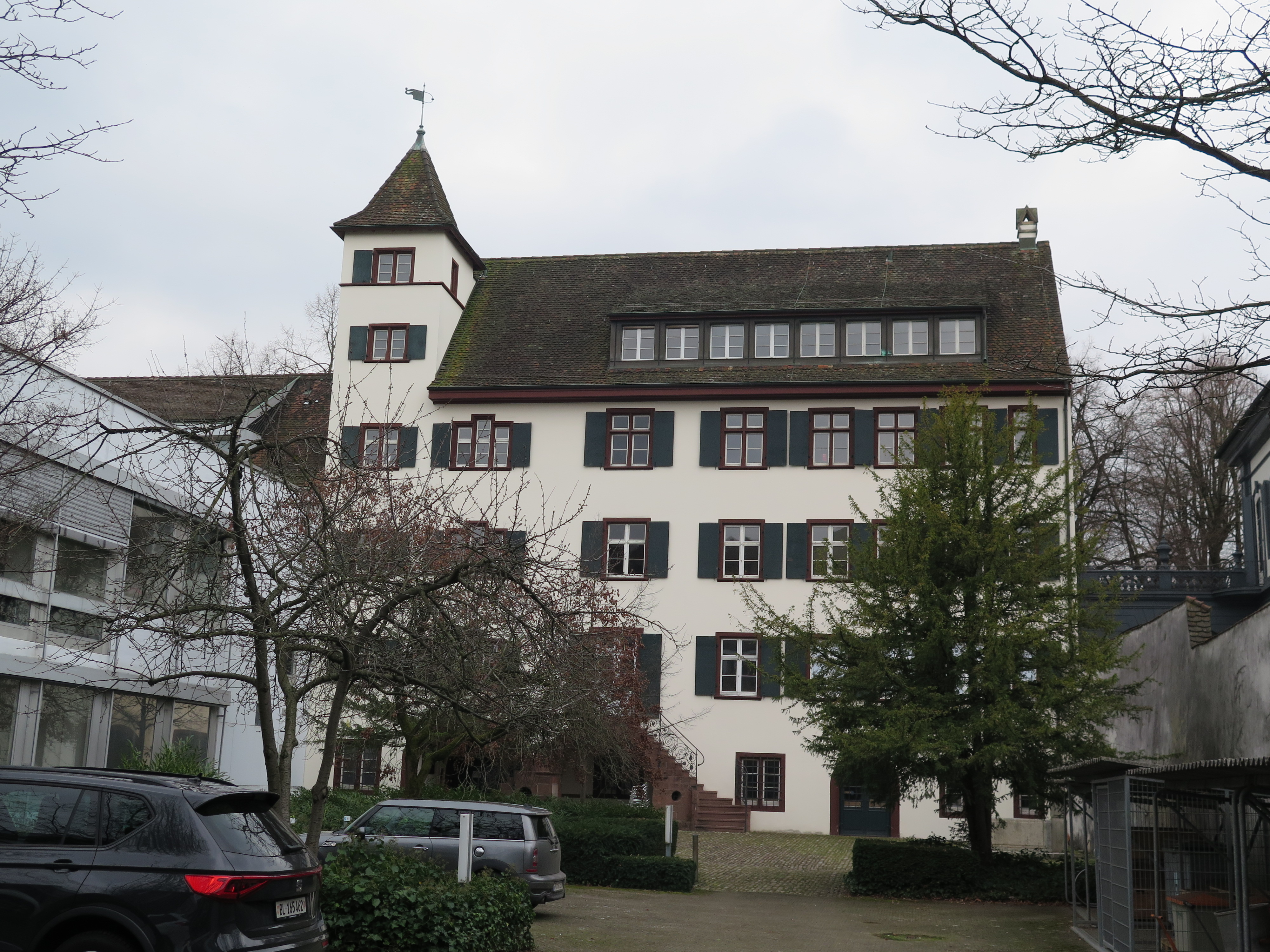
Dieses Haus am Petersplatz beherbergte die Sammlung (Ansicht vom Garten her)

## Geschichte der Sammlung
Im Basel der Frühen Neuzeit gab es zahlreiche Familiensammlungen, die über Generationen vererbt wurden. Von heutiger – und teilweise auch damaliger – Warte erwuchs dieses Modell städtischer Sammlungskultur aus der Verbindung zwischen Erasmus von Rotterdam und Bonifacius Amerbach. Im bis heute weithin bekannten Amerbach Kabinett verband sich humanistische Gelehrsamkeit mit der Dynamik städtischer Drucker- und Gelehrtendynastien, die mit der politischen und ökonomischen Elite der Stadt ebenso eng verbunden waren wie mit der Universität.
In diesem im 16. Jahrhundert etablierten kulturellen Umfeld begann auch Remigius Faesch, Spross einer alteingesessenen, zu politischem Einfluss und Wohlstand gelangten Familie, eine Sammlung anzulegen. Möglicherweise verdankte sich dieser Entscheid auch den Eindrücken, die der junge Faesch auf einer mehrmonatigen Italienreise in den 1620er Jahren gewonnen hatte.
Als das Museum Faesch 1823 in den Besitz der Basler Universität überging, enthielt es rund 150 Gemälde. Neben kostbaren Originalen befanden sich darunter zahlreiche Kopien von bereits im 17. Jahrhundert hoch berühmten Werken (Holbein, Grünewald, Dürer). Sie bezeugen die Bedeutung, welche der Nachahmung als wissenschaftliche und ästhetische Praxis beigemessen wurde. Für die heutige Forschung sind solche «Nachahmungen» als Zeugnisse exakter Beobachtung und skrupulöser Dokumentation von Werken im ursprünglichen Zustand, d. h. vor den zahlreichen konservatorischen Eingriffe seit dem 19. Jahrhundert wichtig. Besonders prominent zeigt sich diese «Kultur der Kopie» an Holbeins Doppelbildnis des Jakob Meyer zum Hasen und der Dorothea Kannengießer, das gemeinsam mit einer Kopie die Galerie des Museums Faesch zierte. Es ist nicht abschliessend geklärt, wer diese Kopie angefertigt hatte, doch der bekannteste Holbeinkopist, Bartholomäus Sarburgh, galt unter städtischen Eliten – zunächst in Bern, dann auch in Basel – als beliebter Porträtist. Entsprechend liess sich auch der Museumsgründer Remigius Faesch als Mittzwanziger in selbstbewusster Pose und zurückhaltender, aber unübersehbarer Repräsentationsgeste porträtieren. Er dürfte sich in dieser Geste wohl bestätigt gesehen haben, als Sarburgh 1632 zum Hofmaler in Den Haag berufen wurde.

Bedeutend war auch der Bestand an Zeichnungen und Druckgrafik. In dem 1648 erstellten Inventar wurden 648 Blatt gezählt, davon 191 von Dürer, 200 italienische und 257 von deutschen, flämischen und niederländischen Meistern, dazu kamen mindestens 96 Druckstöcke zu Holzschnitten.

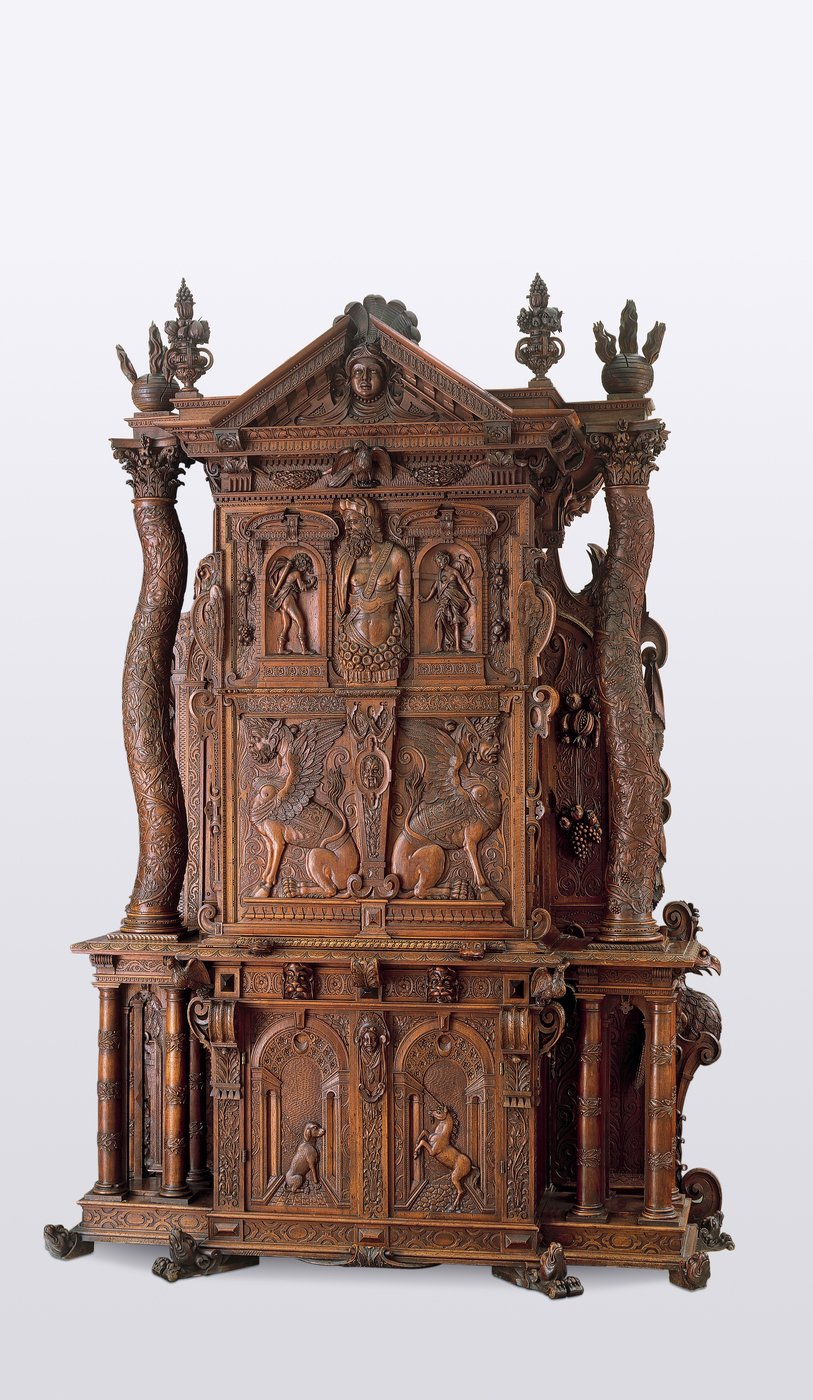
Kabinett-Schrank von Franz Pergo aus Nussbaumholz, 1619

Des Weiteren enthielt die Sammlung Skulpturen, Kunsthandwerk und Goldschmiedearbeiten, Funde aus der Antike, mehr als achttausend Münzen sowie Naturalien und Merkwürdigkeiten aller Art. Im Garten schliesslich zog Remigius Faesch allerlei seltene Pflanzen.
Als Prunkstück eigens genannt zu werden verdient ein imposantes Sammlungsmöbel, welches der Kunsttischler Franz Pergo 1619 in Basel geschaffen hatte, allerdings kaum schon für Remigius Faesch. In seiner überreichen manieristischen Schnitzerei mischt sich burgundischer Geschmack mit deutschen Einflüssen.
Die Bibliothek umfasste über 5000 Werke aus verschiedensten Wissensgebieten, darunter rund 200 griechische, lateinische und deutschsprachige Manuskripte, die ältesten aus karolingischer Zeit.
Zahlreiche handschriftliche Dokumente bezeugen, dass Faesch – neben seinem Amt als Professor an der Universität – seine Sammlung intensiv pflegte. Sein systematisches Anliegen spiegelt sich zuerst in der Erstellung eines handschriftlichen Katalogs, in welchem er ab 1628 den Erwerb von Büchern säuberlich festhielt. Eine reiche Korrespondenz mit Gelehrten in Frankreich und Deutschland, Eingangs- und Rechnungsbücher erlauben einen Blick auf die Sammlungspraxis der Frühen Neuzeit. Faesch verfasste Studien und Monographien über einzelne Künstler. Er stellte insbesondere bisher unveröffentlichte Informationen über Holbein zusammen und war der Autor des ersten «Catalogue raisonné» (Verzeichnis aller Werke) des Künstlers. Zudem führte er umfangreiche Studien durch und hinterliess detaillierte Verzeichnisse von Holzschnitten, Drucken und Gold- und Silberobjekten. Der von Faesch (und seinen Nachfolgern als Verwalter des Museums) angelegte Thesaurus rei nummariae («Schatz an Münzdingen») oder die Humanae industriae momumenta, eine große Enzyklopädie der Künste und Techniken, geben wertvolle Hinweise, wie man sich die Nutzung einer solchen – von heutiger Warte weitgehend ungeordneten – Sammlung als Laboratorium des Wissens vorstellen kann. Sie eröffnen zahlreiche Verbindungen zwischen Objekten, Ideen und Experimenten auf dem Stand des damaligen Wissens. Zugleich bilden sie den Versuch, die die menschliche Vorstellungskraft übersteigende Vollkommenheit der göttlichen Schöpfung zu ordnen und sie so der menschlichen Vernunft besser zugänglich zu machen.
Ab 1653 wurde die wachsende Sammlung in einem von Faesch dafür erworbenen stattlichen Haus am Petersplatz verwahrt und zur Schau gestellt. Denn solche Sammlungen waren nicht nur Privatsache, sondern standen auch einem interessierten Publikum, vorausgesetzt es war gebildet und vermögend genug, auf Ankündigung offen. Neben der Sammlung der Medizinerdynastie der Platter (s. Felix Platter, Thomas Platter der Jüngere) zählte auch das Museum Faesch zu den festen Stationen europäischer Bildungsreisender in Basel. Zwei Besucherbüchlein dokumentieren den Besuch zahlreicher illustrer Gäste von 17. bis ins 19. Jahrhundert; sie dürften selbst regelmässig präsentiert worden sein, wodurch sich das Prestige des Museums zusätzlich steigern liess.

### Nachleben der Sammlung
Als Remigius Faesch am 27. Februar 1667 in Basel kinderlos starb, hatte er testamentarisch dafür gesorgt, dass seine Sammlung fortbestand. Er vermachte sie als Familienfideikommiss an seine Familie im männlichen Stamm, d. h. immer nur ein Faesch sollte sie treuhänderisch verwalten. Zudem musste dieser Verwalter ein Doktor der Rechte sein. Sollten diese beiden Bedingungen nicht mehr erfüllt werden können, war die Sammlung – nicht aber das Haus am Petersplatz – der Universität zu übertragen. Die ungewöhnliche Regelung erklärt sich daraus, dass Faesch miterlebt hatte, wie die Erben des Amerbachkabinetts dessen Bestände 1660 um ein Haar auf dem internationalen Markt angeboten hätten; nur der Entscheid des städtischen Rates, dieses erste grosse Basler Kabinett für die Stadt zu erwerben, bewahrte sie als Sammlung davor, in alle Welt verstreut zu werden. Das von Faesch gewählte Vorgehen bewährte sich: Zunächst amtete der Bruder Christoph Faesch, danach der Neffe Sebastian Faesch als Verwalter des Museums, die beide wie Remigius Faesch auch Professoren und Rektoren der Universität waren, und bis zum Beginn des 19. Jahrhunderts verblieb das Museum Faesch in Familienbesitz. Erst 1823 ist es an die Universität gefallen und in das sogenannte Universitätsgut übergegangen. Heute ist der Grossteil des ehemaligen Museum Faesch zwischen der Universitätsbibliothek, dem Kunstmuseum und dem Historischen Museum aufgeteilt. Nur von den Naturalien ist kaum mehr etwas nachweisbar.
2023 hat der Verein Digitales Schaudepot für das Museum Faesch und seine Geschichte eine digitale Präsentation erarbeitet.

## Ausstellungen (Auswahl)
- «Sammeln im Wandel der Zeit – Das Museum Faesch im Kupferstichkabinett». Kunstmuseum Basel, 10. Juni bis 9. November 2023.[12]